# Kumlbúa þáttr
Kumlbúa þáttr (”Kummelbons saga”) är en isländsk kortsaga från handskriften Vatnshyrna, som gick förlorad i Köpenhamns brand 1728. Avskrifter hade dock gjorts på 1600-talet av Árni Magnússon.

## Handling
Sagan återger en övernaturlig händelse som tilldrog sig på Reykjanäset vid Breidafjorden någon gång vid 1100-talets slut eller 1200-talets början. Huvudperson är en viss Torstein Torvardsson, vars hustru Helga var syster till den Torfinn Torgeirsson som var abbot på Helgafells kloster från 1187 till sin död 1216. Sannolikt är det på Helgafell som berättelsen först nedtecknades.
Torstein var på hemväg efter att ha varit otrogen och ”medan han befann sig i denna sinnesförvillelse” fann han i en dalsänka ett dödmanskummel. Där låg benrester och ett svärd. Torstein rörde inte benen men tog hem svärdet. När han hade lagt sig att sova drömde han att den döde kom till honom. Han bar i handen en silverbeslagen timmeryxa och hotade honom till livet om han inte återlämnade svärdet. Torstein lät så plågad i sömnen att hans hustru väckte honom och undrade vad han hade drömt. Han svarade inte på det, utan somnade strax om igen. Då återkom den döde i drömmen och kvad en strof på dróttkvætt, vari han utmanade Torstein till strid. I de sju första raderna skryter han om sina egna krigiska bedrifter och i den åttonde hotar han att ”leka samma lek med dig, namne”. Den döde hette alltså Torstein och kan ha varit en hednisk förfader, då namn ofta gick i arv inom ätten. Den levande Torstein antar i drömmen utmaningen. I en drottkvättstrof stöpt efter exakt samma mall som drömgestaltens, säger han sig inte rygga för någon strid och slutar med orden ”nu skall jag gälda hugg med hugg”. Drömgestalten erkände sig då besegrad och gav sig av.
Dagen efter berättade Torstein om sin dröm. Han sökte länge efter gravkumlet där han hade funnit svärdet, men det var borta.
Det rör sig alltså om en i isländsk folktro ganska typisk ”versduell”. Den levande Torstein överträffar sin döde namne på så sätt att hans strof har fler kenningar, och där den döde har använt skothendingar har den levande på motsvarande ställen aðalhendingar, varför varje helmingr avslutas med helrim.

## Versdueller
Versduellen som motiv återfinns i flera dialogverssägner om isländska ”kraftskalder”. Ett övernaturligt väsen – ett troll, spöke eller Djävulen själv – utmanar skalden med en vers, som skalden sedan på lämpligt sätt returnerar, dock omarbetad och förbättrad. På 1800-talet var denna sägentyp vanlig, vilket Jón Árnasons uppteckningar visar, och att den har funnits på 1200-talet framgår ju av Kumlbúa þáttr. En liknande versduell omtalas också av Snorre Sturlasson i Skáldskaparmál, kapitel 54:
När skalden Brage Boddason, enligt Snorre, en kväll färdades genom en skog mötte han en trollkäring som tilltalade honom på töglag. ”Man kallar mig troll” börjar strofen följt av sex beskrivande kenningar för ”troll”. Strofen avslutas med den retoriska frågan ”vad är troll om inte det?”.
Brages svarsstrof följer samma mall. ”Man kallar mig skald”, börjar han, varpå han radar upp sex kenningar för ”skald” och avslutar med ”vad är skald om inte det?”.
Trollkvinnans kenningar markerar det destruktiva och farliga i hennes väsen, medan Brages tar fasta på det positiva och skapande i skaldens karaktär. Brage har också fler helrim än trollkvinnan och dessutom lyckas han i kenningarna få med tre Odensheiten (Víðurr, Gautr och Yggr), och han refererar till sig själv som ”diktens skapande Móði” – förmodligen syftande på trolldråparen Tors urstarke son. Det kan antas att Brage vann ”en glänsande seger” (Almqvist) i denna verstävlan, men Snorre går inte in på detta och inte heller nämner han vad som kan ha stått på spel. Men i de flesta sägner om versdueller kämpar skalderna med livet som insats. Så är också fallet i Kumlbúa þáttr. Innan drömgestalten ger sig av låter han förstå att Torstein inte skulle ha överlevt om han inte hade antagit utmaningen. Nu var det i stället kummelbon som tvingades försvinna, och det så grundligt att han tog gravkumlet med sig.